# 奧雷爾·曼加拉
奧雷爾·約翰遜·曼加拉（英語：Orel Johnson Mangala；1998年3月18日—），比利時足球運動員，司職中場，現時効力法甲球會里昂。比利時國家足球隊成員。
他具有剛果民主共和國血統。

## 俱樂部生涯
奧雷爾·曼加拉出自安德列治青訓，上賽季他被租借至多特蒙德。這名1米80的中場代表多特蒙德U19參加了27場青年隊比賽，並且隨隊奪得了U19德國杯冠軍。
德甲的斯图加特官方宣布，他們從安德列治簽下了中場球員奧雷爾·曼加拉，他將身披23號球衣，他和斯圖加特俱樂部合同簽至2021年。

## 外部連結
- worldfootball.net：奧雷爾·曼加拉之統計數據 （英文）